# Angraecopsis
 Angraecopsis  es un género de 16 especies monopodiales epífitas de medianas a pequeñas orquídeas. Se encuentran en el África tropical, Madagascar, Islas Comores y las Islas Mascareñas. Este género fue revisado en 1951 por Summerhayes y en 1978 por Rasmussen.

## Descripción
El género Angraecopsis está formado de unas especies de orquídeas diminutas que son epífitas, que tiene tallos cortos con brácteas e inflorescencias con flores pequeñas con el aspecto de arañas, que tienen 2 polinia y se desarrolla de manera parecida a Angraecum.

## Distribución y hábitat
Estas orquídeas epífitas se encuentran en el África tropical, Madagascar, Islas Comores y las Islas Mascareñas. En bosques de desarrollo secundario, con calor y gran humedad ambiental.

## Taxonomía
El género fue descrita por Friedrich Wilhelm Ludwig Kraenzlin y publicado en Botanische Jahrbücher für Systematik, Pflanzengeschichte und Pflanzengeographie 28: 171. 1900.
Etimología
El nombre Angraecopsis se refiere a su parecido con el género Angraecum.

## Especies de Angraecopsis
La especie tipo es : Angraecopsis tenerrima Kraenzl. 1900.  
- Angraecopsis amaniensis Summerh. Zimbabue
- Angraecopsis breviloba Summerh. 1945
- Angraecopsis cryptantha P.J.Cribb 1996
- Angraecopsis falcata (Lindl.) Schltr. Sinónimos: (Angraecum fastuosum/ Neofinetia_falcata )
- Angraecopsis gracillima (Rolfe) Summerh. 1937
- Angraecopsis parviflora (Thouars) Schltr. Zimbabue.
- Angraecopsis pobeguinii (Finet) H.Perrier. endémica de Gran Comores
- Angraecopsis tenerrima Kraenzl. 1900
- Angraecopsis thomensis Stévart & P.J.Cribb sp. nov. a A. pobeguinii (Finet) H.Perrier. Arch. de Santo Tomé y Príncipe
- Angraecopsis trifurca (Rchb.f.) Schltr. Sinónimo:. (Angraecum comorense) - Zimbabue y Madagascar